# Vista de árbol

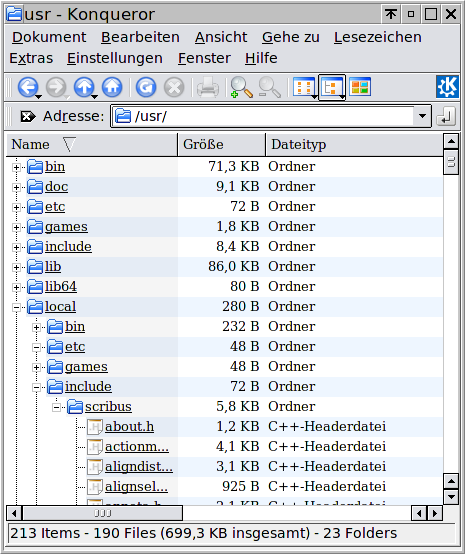
Ejemplo de una vista de árbol, en la cual se representa un directorio con subdirectorios.

Vista de árbol (tree view en inglés) es un elemento de interfaz gráfica de usuario (widget) que presenta una vista jerárquica de información. Cada elemento (a menudo llamado rama o nodo) puede tener una serie de sub elementos. Esta puede ser visualizada como tabulado en una lista. Un elemento puede revelar sub elementos.
Los tree view se ven a menudo en un administrador de archivos de aplicaciones, donde permite al usuario navegar por el sistema de archivos de directorios. También se utilizan para presentar datos jerárquicos, como un documento XML. Tree view es el componente principal de una aplicación outliner.
- Datos: Q811485
- Multimedia: Tree view / Q811485